# Hockey World League 2016-17 (vrouwen)
De Hockey World League 2016-17 voor vrouwen is de derde editie van de Hockey World League. Tegelijkertijd met de World League voor mannen wordt ook het mannentoernooi georganiseerd. De finaleronde wordt in november 2017 in Nieuw-Zeeland gehouden. In de derde ronde, de halve finale, kunnen landen zich plaatsen voor het wereldkampioenschap van 2018.

## Deelnemende landen
Alle landen die zijn aangesloten bij de FIH mogen deelnemen. De elf beste landen volgens de wereldranglijst van maart 2015 zijn direct geplaatst voor de derde ronde, de halve finale. De negen volgende landen zijn direct geplaatst voor de tweede ronde. Alle andere landen spelen in de eerste ronde, tenzij het een toernooi in de tweede ronde organiseert.
| Beginnen in de 3e ronde (Nr. 1 t/m 11) | Beginnen in de 2e ronde (Nr. 12 t/m 20)                                                                 |
| --- | --- |
| 1. Nederland 2. Australië 3. Argentinië 4. Nieuw-Zeeland 5. Verenigde Staten 6. Duitsland 7. China 8. Engeland 9. Zuid-Korea 10. Japan 11. Zuid-Afrika | 1. België 2. India 3. Ierland 4. Spanje 5. Italië 6. Schotland 7. Wit-Rusland 8. Azerbeidzjan 9. Canada |

## Ronde 1
In totaal plaatsen 15 landen zich voor de tweede ronde. De FIH bepaalt per toernooi hoeveel landen zich kunnen kwalificeren voor de tweede ronde. Dit waren in totaal 14 landen. Het laatste land wees de FIH aan, direct na afloop van deze ronde.
| Data                           | Locatie             | Teams                                                            | Aantal plaatsen in ronde 2 | Gekwalificeerd voor ronde 2   |
| ------------------------------ | ------------------- | ---------------------------------------------------------------- | -------------------------- | ----------------------------- |
| 9–17 april 2016                | Singapore           | Brunei Cambodja Hongkong Kazachstan Singapore Sri Lanka Thailand | 3                          | Thailand Kazachstan Singapore |
| 28 juni - 2 juli               | Fiji, Suva          | Fiji Papoea-Nieuw-Guinea Salomonseilanden Tonga                  | 1                          | Fiji                          |
| 30 augustus – 4 september 2016 | Tsjechië, Praag     | Litouwen Oekraïne Polen Tsjechië Turkije                         | 3                          | Tsjechië Oekraïne Polen       |
| 9–11 september 2016            | Ghana, Accra        | Ghana Kenia Nigeria                                              | 1                          | Ghana                         |
| 13–18 september 2016           | Frankrijk, Douai    | Frankrijk Oostenrijk Rusland Wales Zwitserland                   | 3                          | Rusland Wales Frankrijk       |
| 27 september - 2 oktober 2016  | Mexico, Salamanca   | Guatemala Mexico                                                 | 1                          | Mexico                        |
| 1-9 oktober 2016               | Peru, Chiclayo      | Brazilië Chili Paraguay Peru Uruguay                             | 2                          | Uruguay Chili                 |
| 12 oktober 2016                | aangewezen door FIH |                                                                  | 1                          | Trinidad en Tobago            |

## Ronde 2
Maleisië zou in ronde 1 moeten aantreden maar werd als organisator aangewezen van een van de toernooien en kwalificeerde zich daardoor automatisch.
Voor de halve finale plaatsen zich de beste twee landen van elk toernooi en van de nummers drie de twee landen die het hoogst staan op de wereldranglijst ten tijde van de laatste van de drie toernooien.
| Data               | Locatie                 | Gekwalificeerde teams | Gekwalificeerde teams | Gekwalificeerde teams                         | Aantal plaatsen in halve finale | Gekwalificeerd voor de halve finale |
| Data               | Locatie                 | Gastland              | Via ranglijst         | Uit ronde 1                                   | Aantal plaatsen in halve finale | Gekwalificeerd voor de halve finale |
| ------------------ | ----------------------- | --------------------- | --------------------- | --------------------------------------------- | ------------------------------- | ----------------------------------- |
| 14-22 januari 2017 | Maleisië, Kuala Lumpur  | Maleisië              | Ierland Italië        | Hongkong Kazachstan Singapore Thailand Wales  | 2                               | Ierland Maleisië                    |
| 4–12 februari 2017 | Spanje, Valencia        | Spanje                | Schotland             | Ghana Oekraïne Polen Rusland Turkije Tsjechië | 2                               | Spanje Polen                        |
| 1-9 april 2017     | Canada, Vancouver       | Canada                | India Wit-Rusland     | Chili Mexico Trinidad en Tobago Uruguay       | 2                               | India Chili                         |
|                    | Beste twee nummers drie |                       |                       |                                               | 2                               | Italië Schotland                    |

## Halve finale
Twintig landen spelen in de halve finale (de derde ronde). Ze zijn in twee groepen verdeeld. Rechtstreeks geplaatst zijn de beste elf landen van de wereldranglijst en gastland België. In deze halve finale kunnen tien of elf landen zich kwalificeren voor het wereldkampioenschap. Zeven landen gaan door naar de finaleronde.
| Data                  | Locatie         | Gekwalificeerde teams | Gekwalificeerde teams                                | Gekwalificeerde teams            | Aantal plaatsen in finale | Gekwalificeerd voor finale                     |
| Data                  | Locatie         | Gastland              | Via ranglijst                                        | Uit ronde 2                      | Aantal plaatsen in finale | Gekwalificeerd voor finale                     |
| --------------------- | --------------- | --------------------- | ---------------------------------------------------- | -------------------------------- | ------------------------- | ---------------------------------------------- |
| 21 juni - 2 juli 2017 | België, Brussel | België                | Australië China Nederland Nieuw-Zeeland Zuid-Korea   | Italië Maleisië Schotland Spanje | 3                         | Nederland China Zuid-Korea                     |
| 8-23 juli 2017        | Zuid-Afrika     | Zuid-Afrika           | Argentinië Duitsland Engeland Japan Verenigde Staten | Chili India Ierland Polen        | 4                         | Verenigde Staten Duitsland Engeland Argentinië |

## Finale
Aan de finale doen naast het gastland de zeven beste landen uit de halve finale mee.
| Data                | Locatie                 | Gekwalificeerde teams | Gekwalificeerde teams                                                     |
| Data                | Locatie                 | Gastland              | Vanuit de halve finales                                                   |
| ------------------- | ----------------------- | --------------------- | ------------------------------------------------------------------------- |
| 17-26 november 2017 | Nieuw-Zeeland, Auckland | Nieuw-Zeeland         | Argentinië China Duitsland Engeland Nederland Verenigde Staten Zuid-Korea |

Eindstand
1. Nederland
2. Nieuw-Zeeland
3. Zuid-Korea
4. Engeland
5. Argentinië
6. Duitsland
7. Verenigde Staten
8. China

## Algehele eindstand
De FIH heeft de volgende eindstand opgesteld, waarbij alleen de landen zijn opgenomen die vanaf de tweede ronde in actie kwamen.
1. Nederland
2. Nieuw-Zeeland
3. Zuid-Korea
4. Engeland
5. Argentinië
6. Duitsland
7. Verenigde Staten
8. China
9. Australië
10. Zuid-Afrika
11. Japan
12. Italië
13. Ierland
14. Spanje
15. België
16. India
17. Chili
18. Schotland
19. Polen
20. Maleisië
21. Wit-Rusland
22. Wales
23. Uruguay
24. Oekraïne
25. Tsjechië
26. Canada
27. Thailand
28. Rusland
29. Mexico
30. Singapore
31. Turkije
32. Kazachstan
33. Trinidad en Tobago
34. Ghana
35. Hongkong